# Bruno Ganz
Bruno Ganz, švicarski igralec * 22. marec 1941 Zurich, Švica † 16. februar 2019 Wadenswill, Švica.                                                                                                                               
Ganz je skoraj 60 let igral v nemških filmih in televizijskih produkcijah. Znan je bil po sodelovanju z režiserji Wernerjem Herzogom, Éricom Rohmerjem, Francisom Fordom Coppolo in Wimom Wendersom. Široko priznanje je dobil po igranju vlog Jonathana Zimmermana v filmu Ameriški prijatelj (1977), Jonathana Harkerja v Nosferatu the Vampyre (1979) in  Angel Damiel v Krilih Želje (1987). 
Ganz je leta 2004 zaslovel po igranju Adolfa Hitlerja v filmu Propad, zaradi česar je bil nagrajen z mednarodnim priznanjem. Igral je tudi v več angleških filmih, med njimi Fantje iz Brazilije (1978), Strapless (1989), The Manchurian Candidate (2004), Bralec (2008), Neznan (2011) in Spomin (2015). Na odru je Ganz leta 2000 upodobil dr. Heinricha Fausta v uprizoritvi Petra Steina Faust, prvi del in Faust, drugi del.
Ganz je od leta 1996 do svoje smrti leta 2019 držal avstrijski Iffland-Ring, ki je prehajal od igralca do igralca - vsak je prstan zapustil naslednjemu nosilcu, presodivši, da je ta igralec "najpomembnejši in najbolj vreden igralec nemško-govorečega gledališča". Ganz je bil počaščen tudi z nemškim redom za zasluge in je postal vitez francoske Légion d'honneur.